# Vabič
La Vabič (Вабіч en biélorusse) est une rivière de Biélorussie. C'est un affluent de la Drout et donc un sous-affluent du Dniepr.

## Géographie
Longue de 74 km, la Vabič traverse les raïons de Krouhlaïe, Chklow et Bialynitchy, dans le voblast de Mahiliow.